# OVA

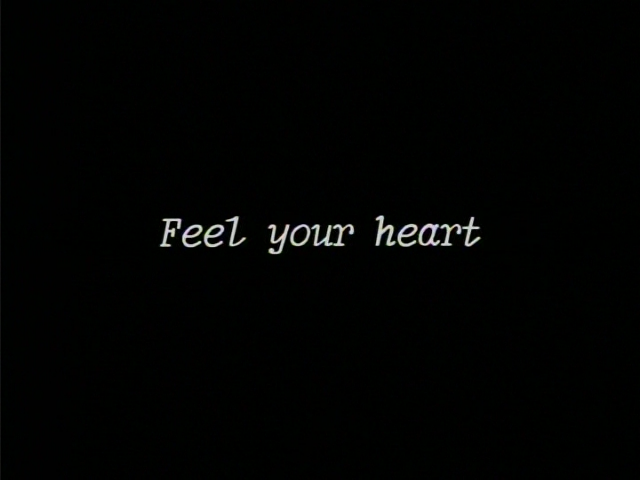
El segundo volumen del OVA Pure Love Handbook se titula "Siente tu corazón".

OVA siglas de Original Video Animation (オリジナル・ビデオ・アニメーション orijinaru bideo animēshon?) son producciones animadas destinadas para su consumo en Beta, VHS, Blu-ray y DVD. Los OVA tienen su origen en los años 1980, donde una generación de jóvenes animadores abren sus propias casas productoras freelance e independientes después de haber trabajado para grandes o medianas empresas productoras de animación para la televisión. Así mismo, estas producciones no estaban atadas a ningún tipo de limitaciones, llámese censura de ningún tipo y se realizaban con tanta libertad posible para expandir el mercado a sectores maduros, equivalente a las producciones de manga que también satisfacía a varios sectores en el mercado. Fuera de Japón se les ha llamado OAV por su correcta sintaxis en inglés como original animation video; sin embargo, en Japón se continúa llamando OVA para no llegar a confusiones con las siglas AV o AV idol.

## Historia
En los comienzos de la década de 1980, cuando los reproductores de video comenzaron a hacerse populares en Japón, la industria del anime creció hasta alcanzar proporciones descomunales, la demanda del anime, como normalmente se abrevia, era masiva, hasta el punto de que los consumidores iban a los videoclubs no para alquilar, sino para comprar las últimas novedades en animación. Lo que resultó en la creación de muchas series con el objetivo de salir directamente en video. En Japón, la demanda era tan grande que se convirtió en una necesidad del mercado. Muchas series populares e influyentes como Bubblegum Crisis o Tenchi Muyō! salieron a la venta en formato OVA. Aunque el anime para su venta directa en un video comenzó a aparecer a finales de los años 1970, la primera serie que indicaba claramente ser un OVA fue Dallos (1983), dirigida por Mamoru Oshii y distribuida por Bandai. Otras compañías se sumaron rápidamente a la iniciativa y, a mediados de la década de 1980, el mercado estaba inundado de OVAs. Un OVA no se ve atado a las restricciones de un capítulo de televisión, por lo que su duración puede ser la que crean necesaria, aunque generalmente si el OVA es la continuación de una serie, se respetan los tiempos. En un promedio general de duración de un OVA se diría que oscilan entre los 45 y los 60 minutos.
Durante el auge de este revolucionario formato para video, los jóvenes animadores freelance explotaron al máximo su potencial en el campo de la animación, creando producciones originales con una calidad similar a las películas animadas proyectadas en los teatros de cine y rápidamente atrajo la atención de los consumidores amantes de la animación en Japón. Los OVA contaban historias en su mayoría, meramente originales, sin llevar el adjetivo de "adaptación" de algún manga antes publicado. Esa fue su ventaja competitiva en aquel entonces, sumando la excelsa calidad visual y frescura con la que contaban. Esto conlleva a que las grandes empresas de la animación nipona subcontrataran a estos animadores independientes para grandes proyectos televisivos y ganar mayores oportunidades y fama en el medio. Es aquí donde la animación comercial expande de igual manera sus productos animados en el vasto mercado. Muchas de estas producciones animadas de formato OVA o formato TV llamaron la atención de países extranjeros como Francia y los Estados Unidos, que rápidamente compraban las licencias para difundirlas en sus respectivas naciones. Animadores de renombre obtuvieron la oportunidad de trabajar en proyectos extranjeros en esa misma década.
La tendencia de producir OVA fue tomada por las grandes empresas japonesas para crear especiales para video de series ya populares como la famosa serie Dragon Ball, basada en el manga de Akira Toriyama, Saint Seiya de Masami Kurumada, Ranma ½ de Rumiko Takahashi y otras series más. Esta tendencia ha perdurado hasta hoy en día. Llevan de igual manera el título original video animation por ser historias propias de los estudios de sus respectivas empresas, donde cronológicamente no coinciden con el argumento original del cual se ha basado la serie misma.
Generalmente en el fandom extranjero, los OVA se confunden con capítulos especiales para la TV o incluso con películas estrenadas en cines, pero esto es incorrecto, ya que dichos capítulos se lanzan directamente en VHS, DVD y actualmente en Blu-Ray. Los OVAs salen directamente a la venta en formato casero y es posible adquirir una licencia para transmitirlo por televisión, una vez pasado cierto tiempo, como en una película transmitida en cine y, por lo general, los OVAs tienen una calidad superior a una serie realizada para ese medio. Debido a la popularidad del anime, los OVAs pueden encontrarse en cualquier tienda sobre el tema. Generalmente salen a la venta ni bien es terminada y producir un capítulo de 20 minutos (que es lo más normal) toma varios meses (por lo general tres, dependiendo de la calidad de animación y otros factores), por eso es normal esperar varios meses antes de poder seguir la historia, aunque existen algunos casos en que se hace de manera tal que la espera sea prácticamente de un mes, dando así tiempo a que la gente disfrute de un OVA antes de adquirir otra.
Tras el deterioro de la economía japonesa, a mediados de los años 1990, la salida de OVAs al mercado comenzó a escasear. El hecho de que las series se empezaran a crear de 13 episodios, en lugar del estándar de 26, facilitó su comercialización, lo que restó popularidad a los OVAs. Probablemente la serie de OVA más larga de la historia sea Legend of the Galactic Heroes, contando con 110 episodios, 52 episodios de historias secundarias y 3 películas. Por último, los OVAs también se usan actualmente como un medidor del impacto que tiene entre el público, con el fin de determinar su viabilidad para que una programadora haga una serie animada con su temática.[cita requerida]

## Evolución del formato
Actualmente en Japón no solo se producen OVA, sino también ONA (original net animation) que se conciben para estrenarse dentro de Internet. Estas producciones de nueva generación pueden ser vistas por los cibernautas en páginas especializadas en video, como el popular NicoNico Douga, que para acceder al evento, hay que adquirir una cuenta prémium, de pago.